# Lubefu
Lubefu es un centro agrícola de la República Democrática del Congo en la provincia de Kasai Oriental a orillas del río del mismo nombre.
- Datos: Q3264627